# Circonscription d'Isera Tocha
La circonscription d'Isera Tocha est une des 121 circonscriptions législatives de l'État fédéré des nations, nationalités et peuples du Sud, elle se situe dans la Zone Dawro. Son représentant actuel est Tsegaye Weju Wesimo.